# Gornji Dobretin
Gornji Dobretin – wieś w Chorwacji, w żupanii sisacko-moslawińskiej, w gminie Dvor. W 2011 roku liczyła 9 mieszkańców.